# Vœlfling-lès-Bouzonville
Vœlfling-lès-Bouzonville (Duits:Wölflingen bei Busendorf) is een gemeente in het Franse departement Moselle (regio Grand Est) en telt 197 inwoners (2004). De plaats maakt deel uit van het arrondissement Forbach-Boulay-Moselle.

## Geografie
De oppervlakte van Vœlfling-lès-Bouzonville bedraagt 2,9 km², de bevolkingsdichtheid is 67,9 inwoners per km².
De onderstaande kaart toont de ligging van Vœlfling-lès-Bouzonville met de belangrijkste infrastructuur en aangrenzende gemeenten.

## Demografie
Onderstaande figuur toont het verloop van het inwonertal (bron: INSEE-tellingen).